# Pomacanthus
Pomacanthus es un género de peces actinopterigios, marinos, de la familia Pomacanthidae. Se distribuyen por las aguas templadas de los océanos Pacífico, Índico y Atlántico.

## Especies
El Registro Mundial de Especies Marinas y la base de datos global Fishbase.org, reconocen como válidas las siguientes 13 especies:
- Pomacanthus annularis (Bloch, 1787)
- Pomacanthus arcuatus (Linnaeus, 1758)
- Pomacanthus asfur (Forsskål, 1775)
- Pomacanthus chrysurus (Cuvier, 1831)
- Pomacanthus imperator (Bloch, 1787)
- Pomacanthus maculosus (Forsskål, 1775)
- Pomacanthus navarchus (Cuvier, 1831)
- Pomacanthus paru (Bloch, 1787)
- Pomacanthus rhomboides (Gilchrist & Thompson, 1908)
- Pomacanthus semicirculatus (Cuvier, 1831)
- Pomacanthus sexstriatus (Cuvier, 1831)
- Pomacanthus xanthometopon (Bleeker, 1853)
- Pomacanthus zonipectus (Gill, 1862)

Resolviendo la clasificación de las otras 10 especies asociadas al género del siguiente modo:
- Pomacanthus aureus (Bloch, 1787), aceptado como Pomacanthus paru
- Pomacanthus baltcatus Cuvier, 1831, aceptado como Pomacanthus arcuatus
- Pomacanthus cingulatus Cuvier, 1831, aceptado como	Pomacanthus arcuatus
- Pomacanthus cinquecinctus Cuvier, 1829, aceptado como Pomacanthus arcuatus
- Pomacanthus filamentosus Lacepède, 1802, aceptado como Chaetodon auriga
- Pomacanthus heraldi (Woods & Schultz, 1953), aceptado como	Centropyge heraldi
- Pomacanthus nicobariensis (Bloch & Schneider, 1801), aceptado como	Pomacanthus imperator
- Pomacanthus sextriatus (Cuvier, 1831), aceptado como Pomacanthus sexstriatus
- Pomacanthus striatus (Rüppell, 1836), aceptado como Pomacanthus maculosus
- Pomacanthus tricolor (Bloch, 1795), aceptado como Holacanthus tricolor

## Galería

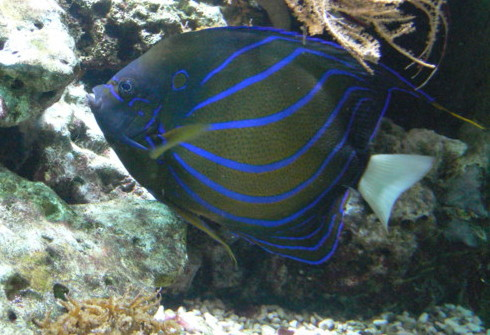
Pomacanthus annularis
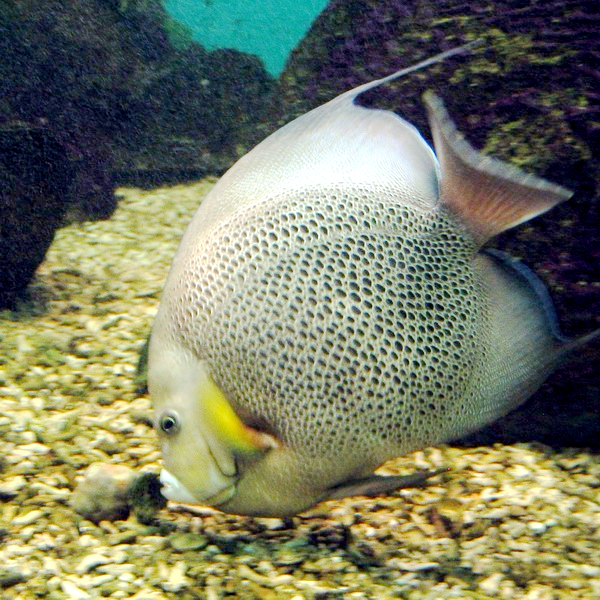
Pomacanthus arcuatus
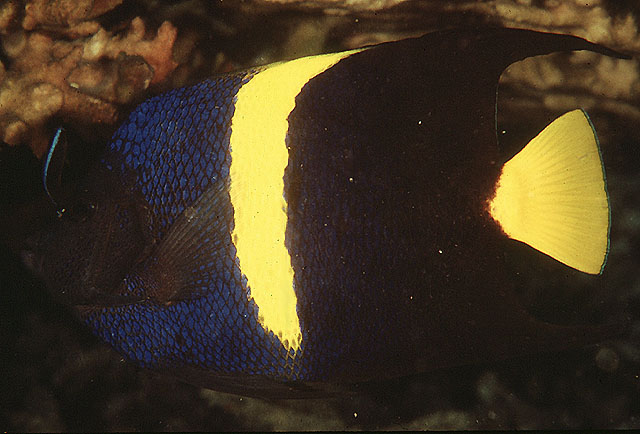
Pomacanthus asfur
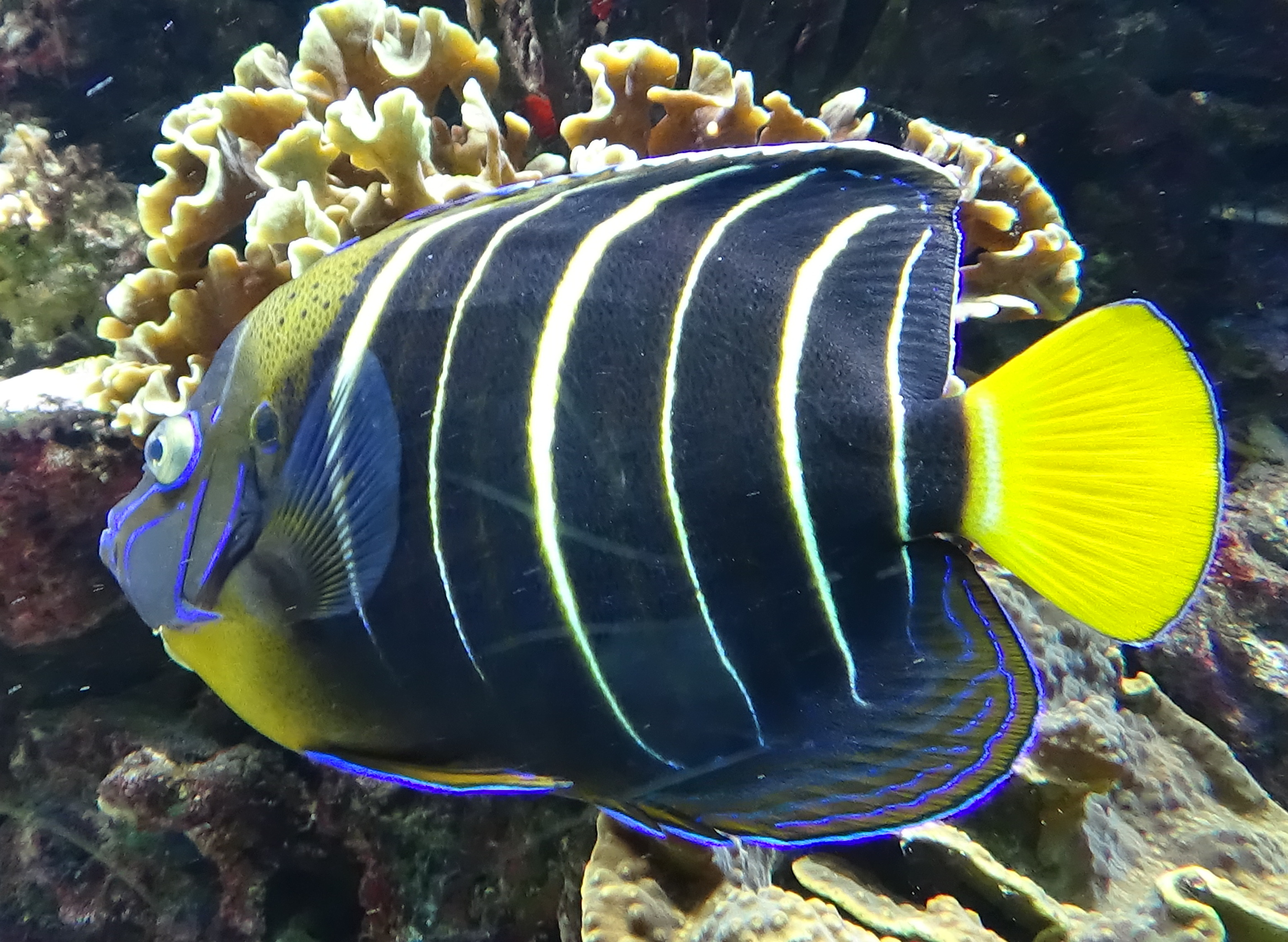
Pomacanthus chrysurus
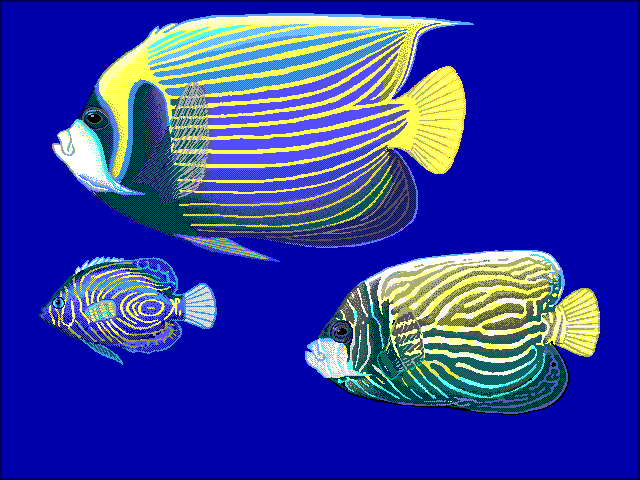
Pomacanthus imperator
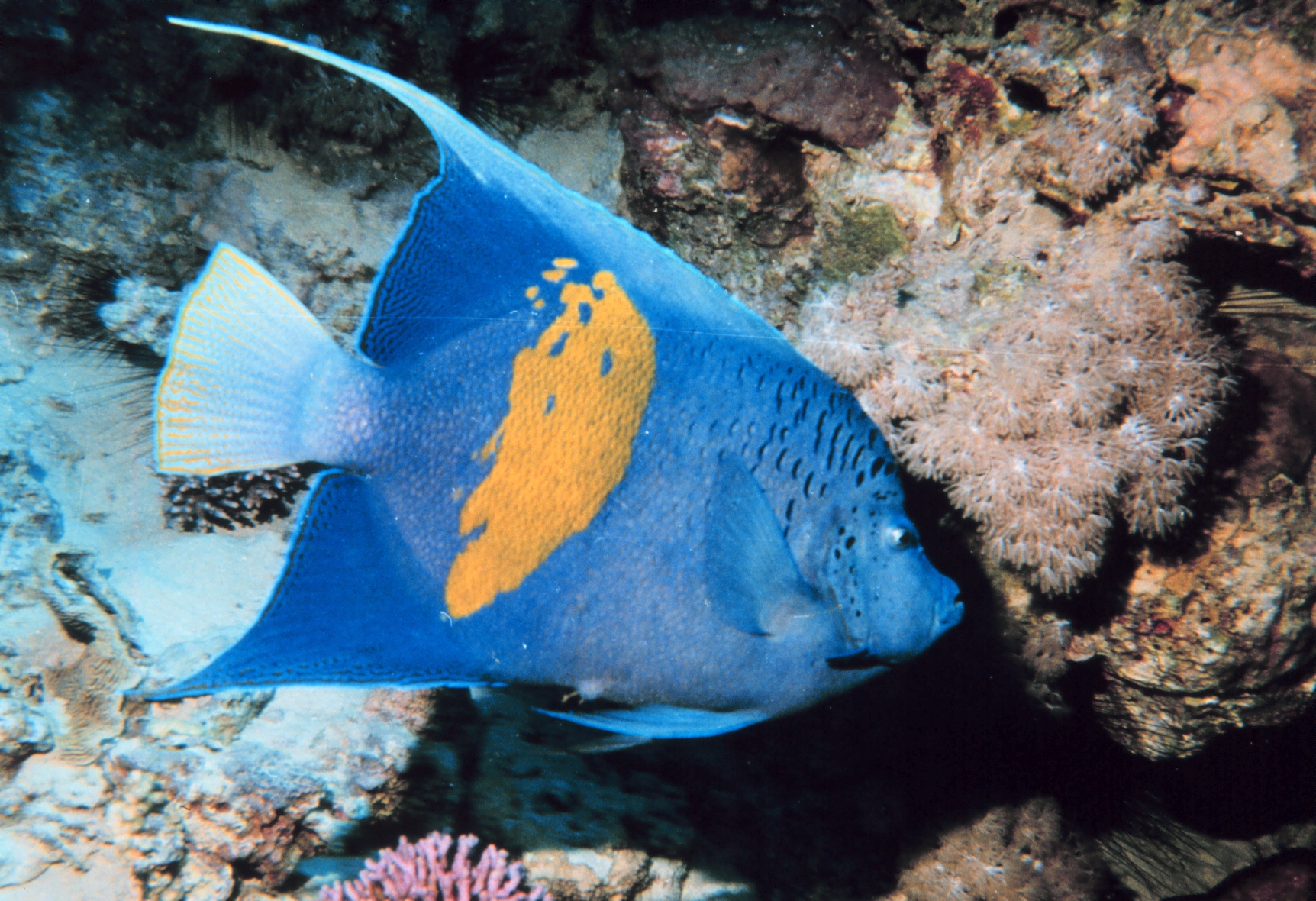
Pomacanthus maculosus
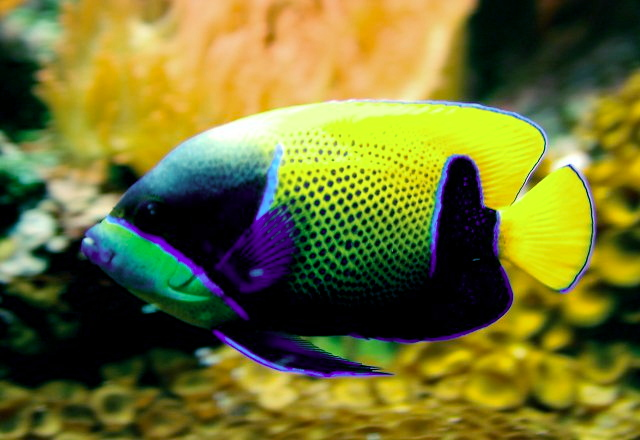
Pomacanthus navarchus
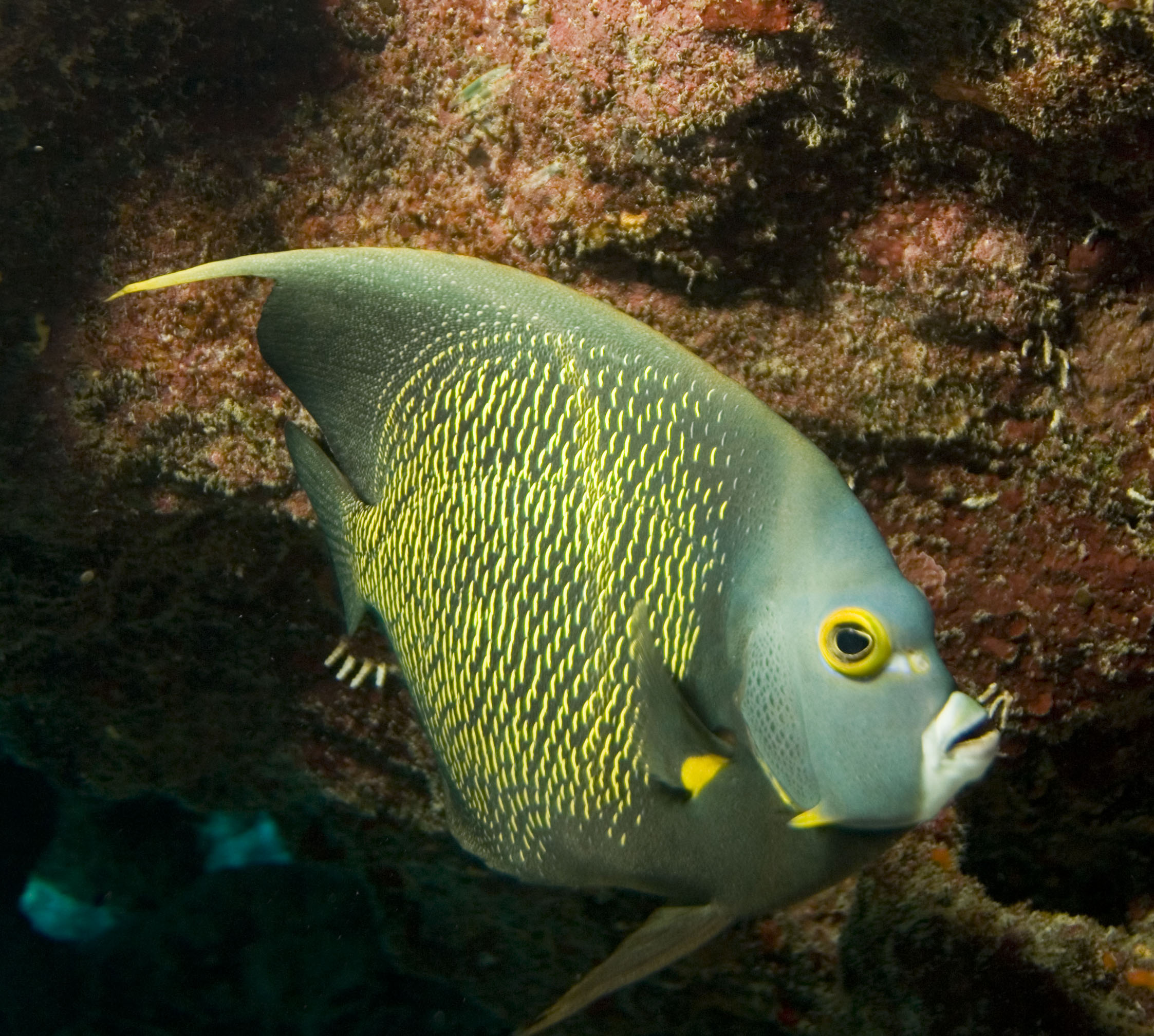
Pomacanthus paru
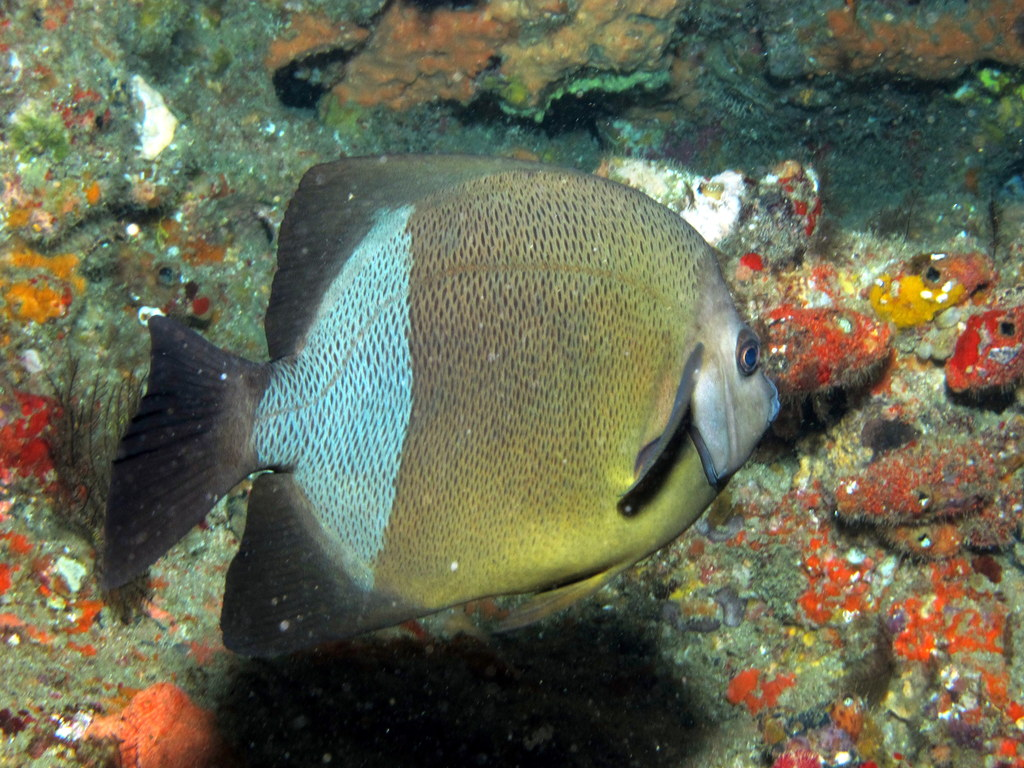
Pomacanthus rhomboides
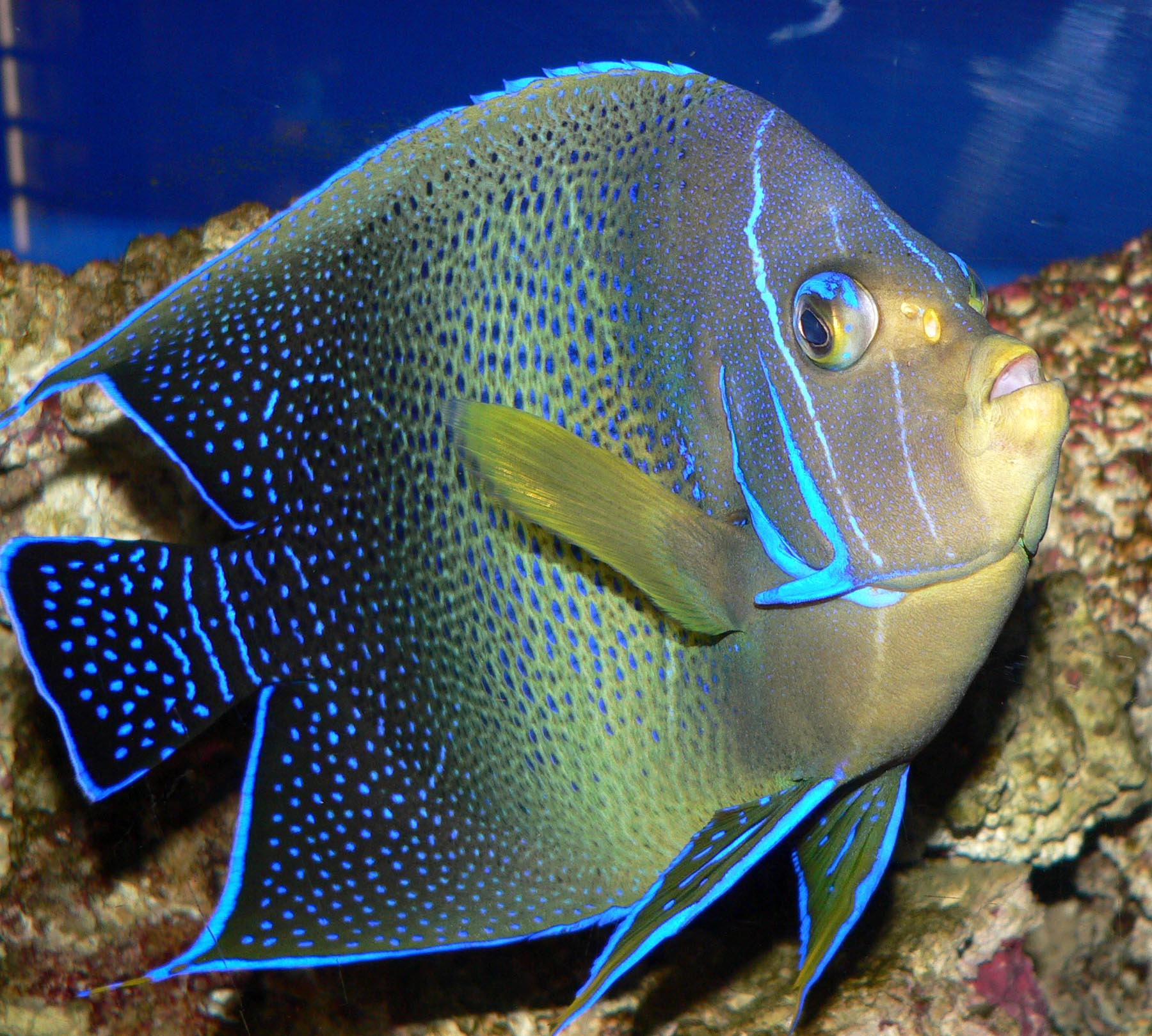
Pomacanthus semicirculatus
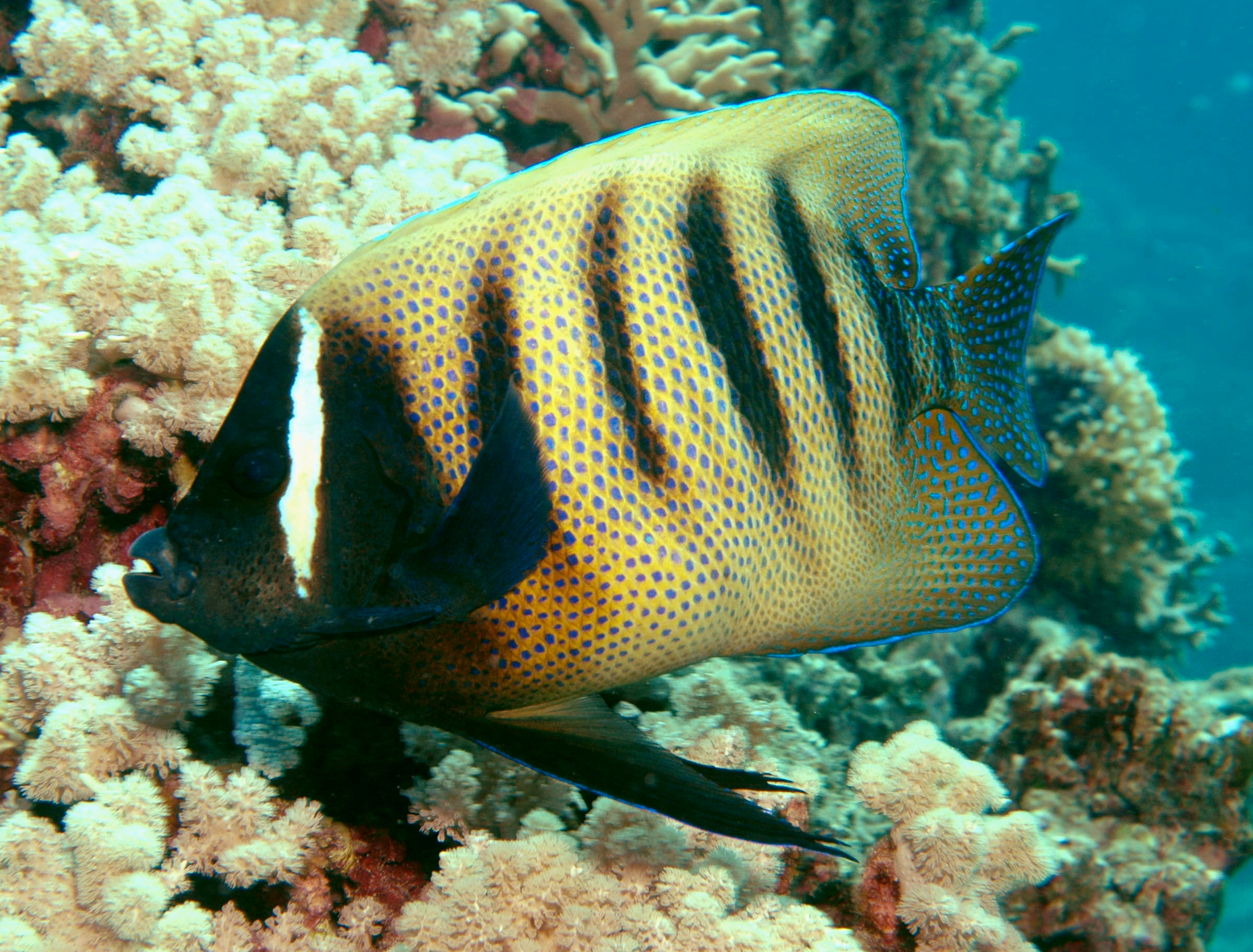
Pomacanthus sexstriatus
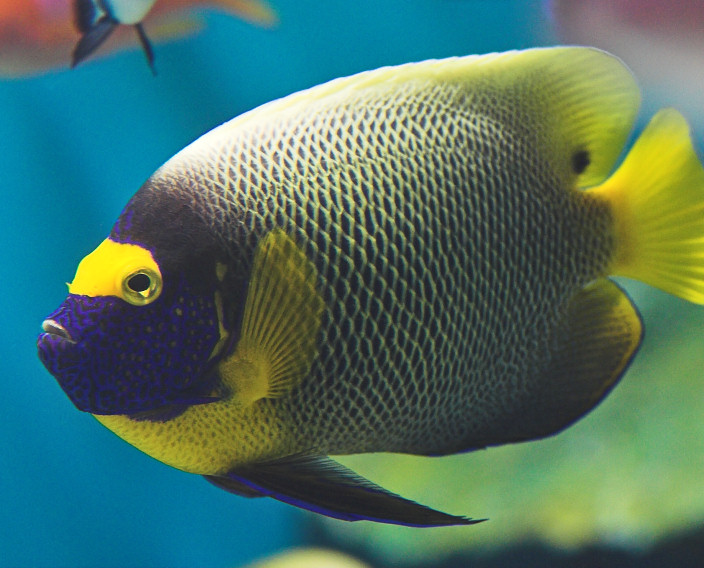
Pomacanthus xanthometopon
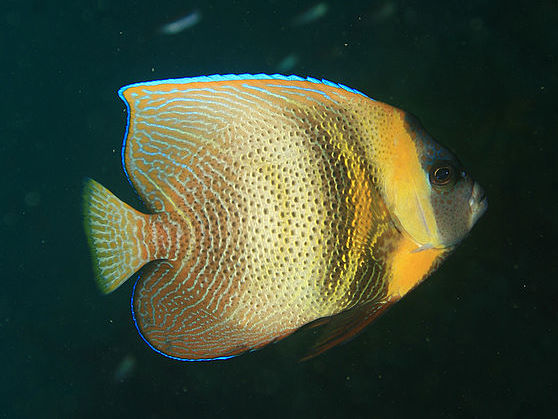
Pomacanthus zonipectus